# Kaple Panny Marie (Křovice)
Kaple Panny Marie, někdy uváděná jako filiální kostel Panny Marie, je římskokatolická kaple v Křovicích, místní části města Dobruška. Patří pod děkanství Dobruška. Kaple je opravená.

## Bohoslužby
K pravidelným bohoslužbám není kaple využívána.

## Galerie

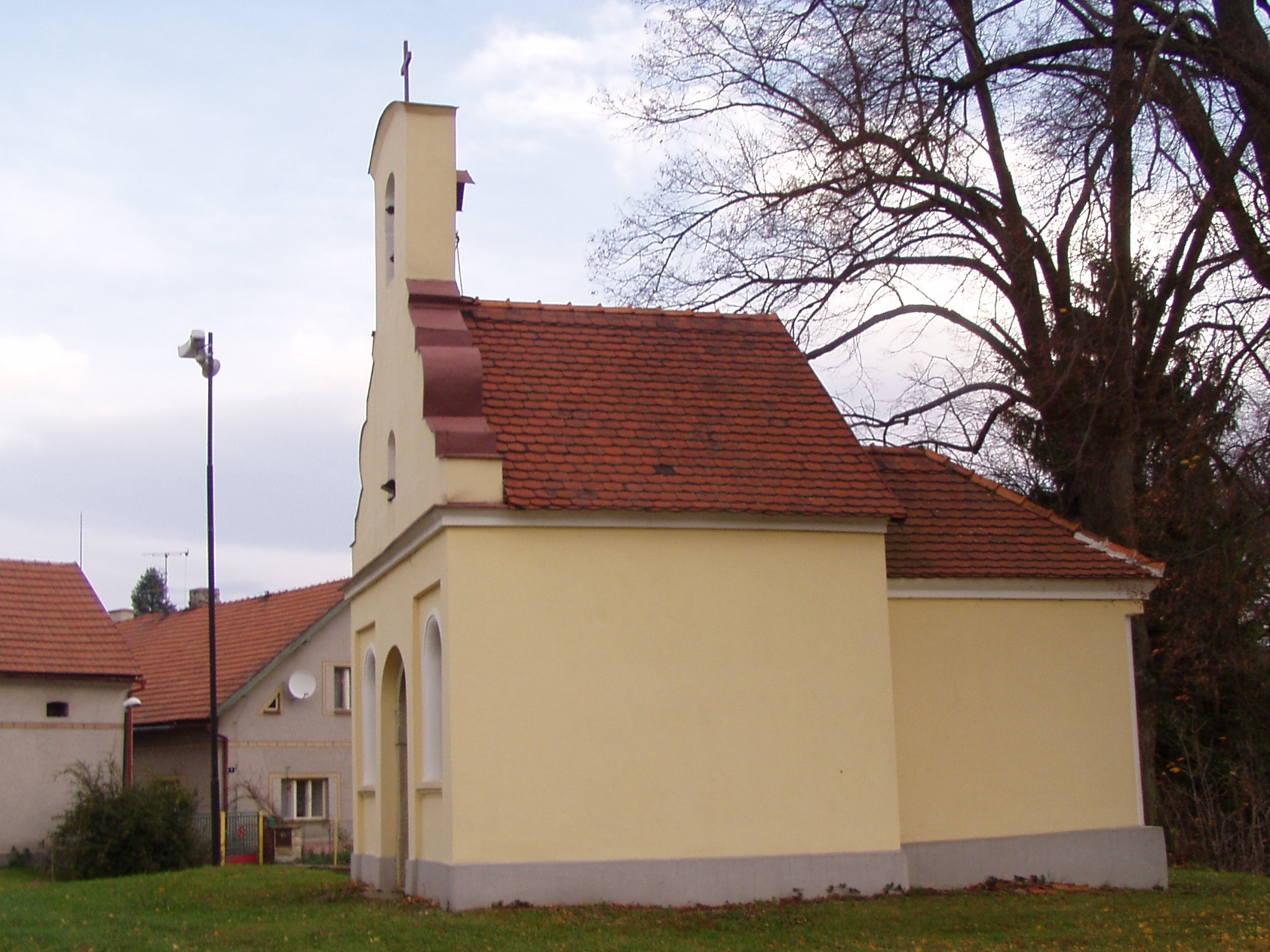
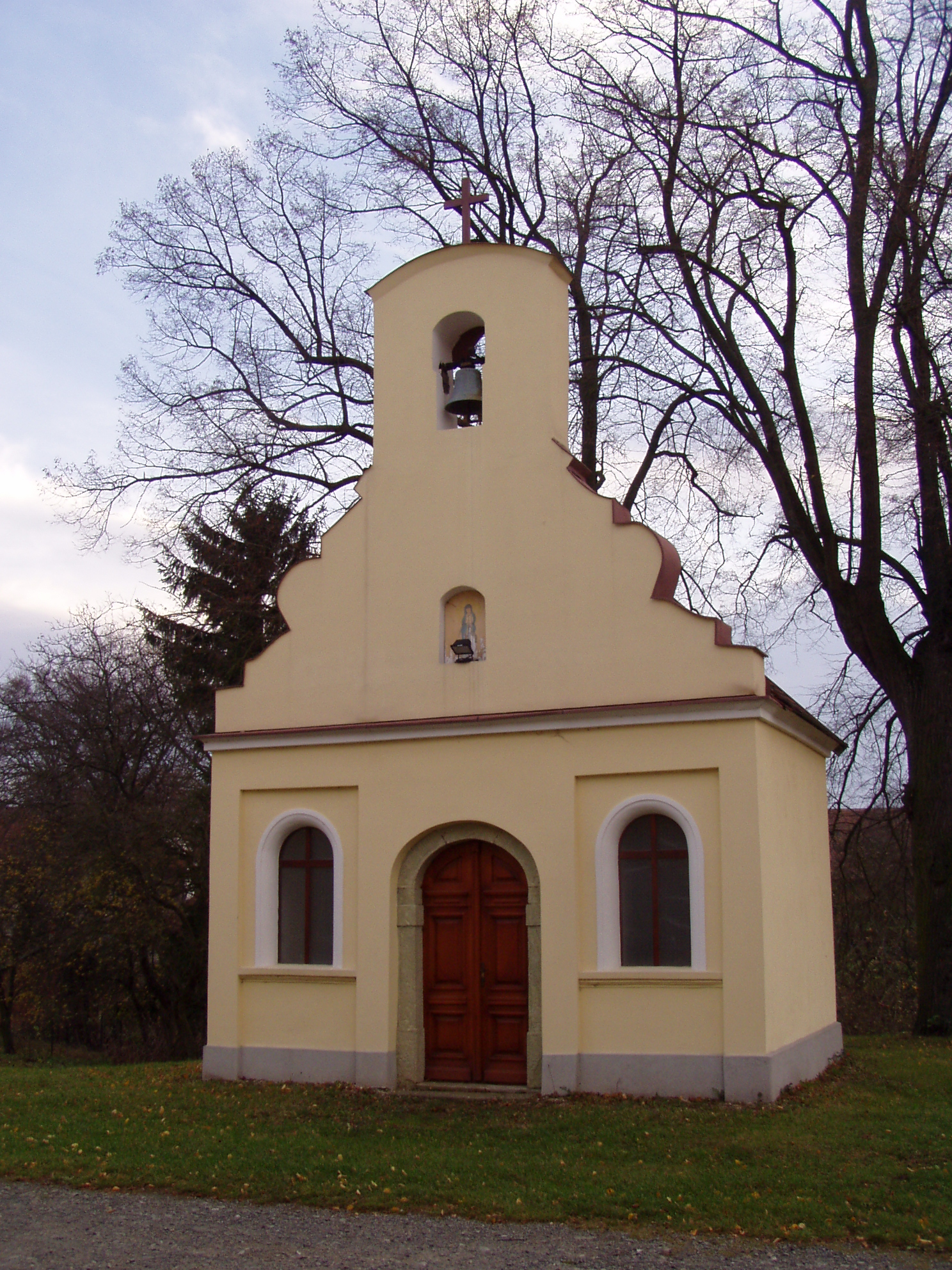
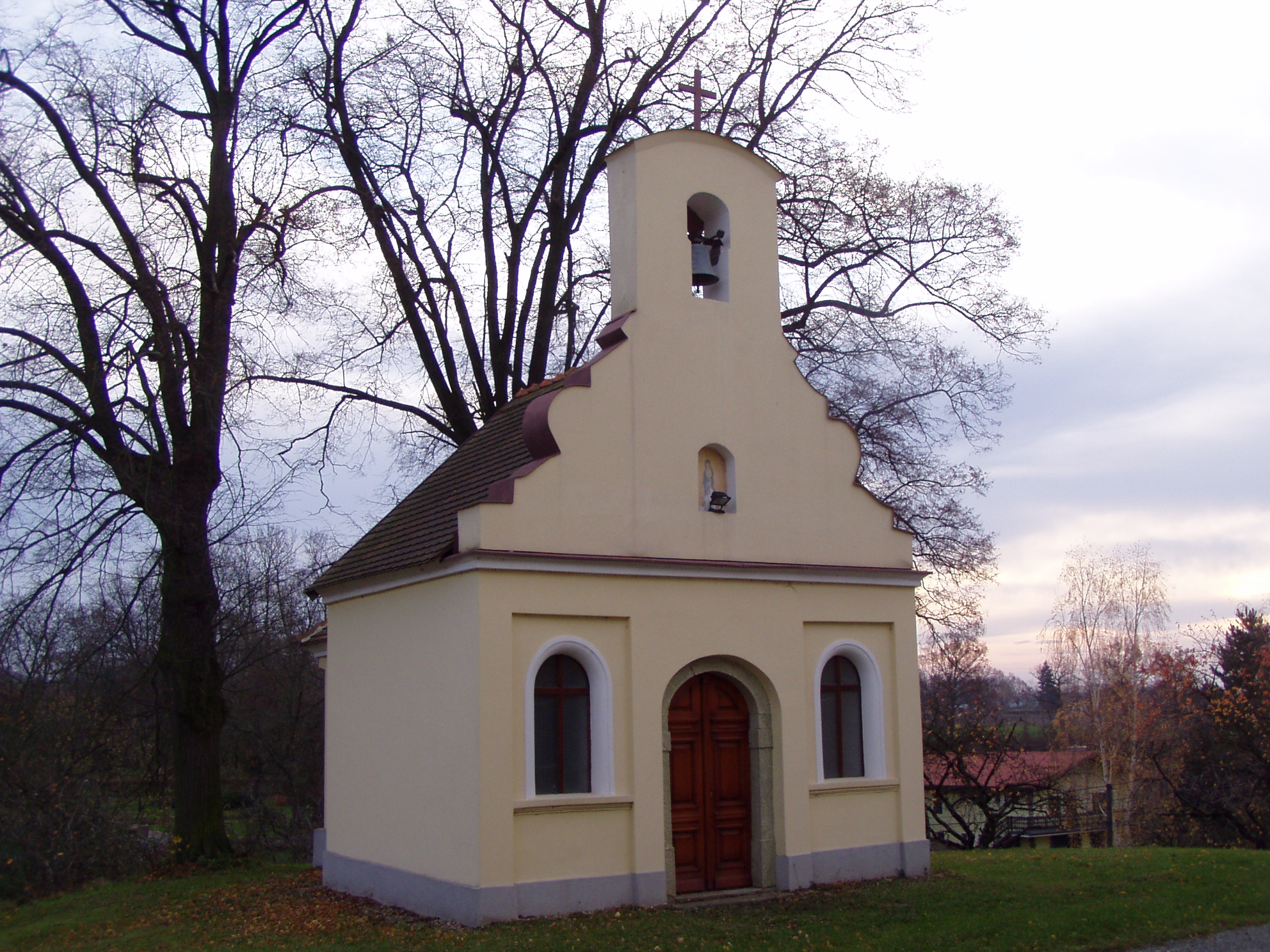